# Luis Prieto Zalbidegoitia
Luis Prieto Zalbidegoitia (Bilbao, 19 de febrer de 1979) és un exfutbolista professional basc que jugava com a defensa central.
Va acumular un total de 182 partits i nou gols a la Lliga al llarg de vuit temporades, representant a la competició l'Athletic Club i el Valladolid.

## Carrera de club
Prieto va néixer a Dima, Biscaia. Passant a les files de l'Athletic Club, va passar tres temporades cedit a dos veïns bascos abans d'establir-se a la plantilla del primer equip. El seu debut amb el primer equip va arribar a la primera ronda de l'any 2002–03, una derrota fora de casa per 4–2 contra la Reial Societat.
A la campanya 2005-06, quan l'Athletic va acabar 12è a la primera divisió, Prieto va marcar quatre gols en 36 partits, sobretot els decisius (victòries 1-0) al RCD Mallorca i al CA Osasuna. Després d'haver aparegut només tres vegades durant l'any 2007–08 amb Joaquín Caparrós, va deixar els Lleons i es va incorporar al club de màxima categoria Reial Valladolid, el 10 de juliol de 2008; un titular habitual en el seu primer any, va jugar com a stopper i lateral dret.
El 31 de juliol de 2009, Prieto va participar en un partit de pretemporada contra l'Ipswich Town, jugat en honor al difunt Bobby Robson que va morir aquell matí, i va marcar un autogol en una eventual derrota per 3-1 contra l'equip de l'English Football League Championship. Va aparèixer una mica menys a la campanya de la lliga 2009-10, principalment a causa del fitxatge el gener de 2010 del portuguès Henrique Sereno. El 16 de maig, va obrir el marcador quan el Valladolid va certificar el seu descens després de tres anys després de perdre 4-0 contra el FC Barcelona, campió final.
Després de retirar-se com a jugador, després d'una temporada a la SD Ponferradina (Segona Divisió) i al Deportivo Alavés (Segona Divisió B), Prieto va esdevenir un entrenador centrat en aspectes de fitness; va estar amb les categories juvenils de l'Athletic de Bilbao al centre d'entrenament de Lezama del club. Posteriorment, va treballar com a segon entrenador a la SD Leioa i preparador físic al CD Mirandés.

## Carrera internacional
Prieto va ser internacional amb l'equip autonòmic del País Basc.